# 暴風女神 Lorelei
《暴風女神 Lorelei》是香港歌手譚詠麟發行第十張粵語專輯，有鑑於上一張專輯《愛情陷阱》中，芹澤廣明式的快歌取得空前的成功，寶麗金再次邀請他為新專輯作曲，其作品更佔了整唱片11首歌曲中的6首。
當中《暴風女神 Lorelei》、《午夜騎士》和《朋友》是當年譚詠麟與成龍合演的電影《龍兄虎弟》的主題曲及插曲。另外《世外情》和《你要等我》亦走強烈的「日本風」。此外譚詠麟亦改編韓國殿堂級創作歌手趙容弼的作品，是為《編織》和《冬之寒號》，其中他更為《冬之寒號》填詞。最後專輯只剩下3首本地原創歌曲——蔡國權包辦曲、詞的《問》、顧嘉煇作曲，無線電視電視劇『楚河漢界』主題曲《楚河漢界》及林敏怡作曲的《吻別》。
85年12月大碟推出時的廣告稱, 銷量瞬即超越四白金 (20萬), 之後譚詠麟開記招接受頒發新大碟銷量超越六白金 (30萬) . 而根據媒體報導此大碟最後的年度銷量達7白金（35萬）。 譚詠麟在1985年暑期舉行20場「超白金演唱會」，打破當時的場數紀錄。《朋友》分別入選1986年度的 「十大勁歌金曲」總選及「十大中文金曲」，而 《暴風女神 Lorelei》則入選1985年度的 「十大勁歌金曲」總選。

## 曲目
所有歌曲均由關維麟監製。
|     | 歌名             | 作曲     | 填詞   | 編曲     | 備註                           |
| --- | ---------------- | -------- | ------ | -------- | ------------------------------ |
| 1.  | 暴風女神 Lorelei | 芹澤廣明 | 林振強 | 入江純   | 電影《龍兄虎弟》主題曲         |
| 2.  | 世外情           | 芹澤廣明 | 林敏驄 | 入江純   |                                |
| 3.  | 問               | 蔡國權   | 蔡國權 | 盧東尼   |                                |
| 4.  | 楚河漢界         | 顧嘉輝   | 鄧偉雄 | 顧嘉輝   |                                |
| 5.  | 你要等我         | 芹澤廣明 | 向雪懷 | 入江純   |                                |
| 6.  | 命途戰士         | 芹澤廣明 | 林敏驄 | 大谷和夫 |                                |
| 7.  | 編織             | 趙容弼   | 林敏驄 | 盧東尼   | OT: 趙容弼 - 正義心 (정의마음) |
| 8.  | 午夜騎士         | 芹澤廣明 | 潘源良 | 大谷和夫 | 電影《龍兄虎弟》主題曲         |
| 9.  | 吻別             | 林敏怡   | 文井一 | 林敏怡   |                                |
| 10. | 冬之寒號         | 趙容弼   | 譚詠麟 | 盧東尼   | OT: 趙容弼 - 看羊錄 (간양록)   |
| 11. | 朋友             | 芹澤廣明 | 向雪懷 | 入江純   | 電影《龍兄虎弟》主題曲         |

## 獎項
- 1985年度十大勁歌金曲頒獎典禮

- 「十大勁歌金曲」：《暴風女神 Lorelei》

- 1986年度十大中文金曲頒獎典禮

- 「十大中文金曲」：《朋友》

- 1986年度十大勁歌金曲頒獎典禮

- 「十大勁歌金曲」：《朋友》

- 1988年度香港金唱片頒獎典禮

- 「白金唱片」：《暴風女神 Lorelei》

## 翻唱版本
- 罗中旭
- 李健和吴秀波在我是歌手第三季帮帮唱翻唱
- 張杰 (歌手)